# Félix Escobar
Félix Escobar, född 1901, var en argentinsk friidrottare. Han deltog vid olympiska sommarspelen 1924.